# Dendrophthora nuda
Dendrophthora nuda là một loài thực vật có hoa trong họ Santalaceae. Loài này được Proctor mô tả khoa học đầu tiên năm 1982.